# 平庫略山 (阿松森區)
12°51′58″S 75°10′18″W / 12.86611°S 75.17167°W
平庫略山（Pinqullu），是秘魯的山峰，位於該國中南部萬卡韋利卡大區，由萬卡韋利卡省的阿松森區負責管轄，屬於瓊塔山脈的一部分，海拔高度5,096米。